# The One Man Show
The One Man Show was een laatavondquiz uitgezonden door de Belgische televisiezender één sinds 30 maart 2009 naar een idee van De Mensen. Elke avond, van maandag tot donderdag ontvangt presentator Tom Waes een andere BV (Bekende Vlaming) waarover de quizvragen gaan, de inzet is telkens 1000 euro. In de finaleweek mogen de twaalf beste spelers van het afgelopen seizoen opnieuw aantreden, en strijden ze tegen elkaar voor 10.000 euro. De uiteindelijke finale werd op 28 mei 2009 gespeeld tussen de twee winnaars van de voorlaatste aflevering (Anneleen Van Malderen en Charlotte Bontinck) en de drie sterkste kandidaten van het voorbije seizoen (Hansie Wyffels, Jan Anné en Jan De Cat). De winnaar van The One Man Show werd Jan Anné.
Wegens de lauwe reacties heeft de VRT beslist geen nieuwe seizoenen meer te bestellen.

## BV's in The One Man Show
| Aflevering | Datum van uitzenden | BV                   | Winnaar               | Runner-up             |
| ---------- | ------------------- | -------------------- | --------------------- | --------------------- |
| 1          | 30 maart 2009       | Bart Peeters         | Hansie Wyffels        | Carla Saeyvoet        |
| 2          | 31 maart 2009       | Koen Wauters         | Hansie Wyffels        | Inge Put              |
| 3          | 1 april 2009        | Karen Damen          | Hansie Wyffels        | Inge Put              |
| 4          | 2 april 2009        | Caroline Gennez      | Roel Billen           | Pieter Devisch        |
| 5          | 6 april 2009        | Evy Gruyaert         | Anneleen Van Malderen | Sam Renders           |
| 6          | 7 april 2009        | Dirk Draulans        | Hilde Jehin           | Anneleen Van Malderen |
| 7          | 8 april 2009        | Miet Smet            | Hilde Jehin           | Evert Verhelst        |
| 8          | 9 april 2009        | Piet Huysentruyt     | Anja Van Put          | Jan Jacobs            |
| 9          | 13 april 2009       | Dimitri Leue         | Goedele De Cock       | Jan Jacobs            |
| 10         | 14 april 2009       | Frieda Van Wijck     | Ine Leenaerts         | Patrick Meesters      |
| 11         | 15 april 2009       | Johan Boskamp        | Pascale De Meyer      | Niels Belmans         |
| 12         | 16 april 2009       | Wendy Van Wanten     | Bart Gryson           | Pascale De Meyer      |
| 13         | 20 april 2009       | Freddy De Kerpel     | Bart Gryson           | Evy Heynen            |
| 14         | 21 april 2009       | Geena Lisa           | Jan Anné              | Bart Gryson           |
| 15         | 22 april 2009       | Bart De Wever        | Jan Anné              | Jan De Cat            |
| 16         | 23 april 2009       | Warre Borgmans       | Jan De Cat            | Jan Anné              |
| 17         | 27 april 2009       | Peter Van de Veire   | Jan De Cat            | Jan Anné              |
| 18         | 28 april 2009       | Axl Peleman          | Ruben Corthouts       | Jan De Cat            |
| 19         | 29 april 2009       | Sofie Van Moll       | Miet Bamps            | Ruben Corthouts       |
| 20         | 30 april 2009       | Marc Reynebeau       | Femke Lammerts        | Piet Labath           |
| 21         | 4 mei 2009          | Bob Peeters          | Piet Labath           | Ann Buccauw           |
| 22         | 5 mei 2009          | Ann Van Elsen        | Tom Broux             | Ann Buccauw           |
| 23         | 6 mei 2009          | Marc Coucke          | Sofie De Smet         | Diane Mintjens        |
| 24         | 7 mei 2009          | Véronique De Kock    | Günther Dauw          | Peter Claeys          |
| 25         | 11 mei 2009         | Frank Vander Linden  | Charlotte Bontinck    | Alexander Vermeersch  |
| 26         | 13 mei 2009         | Martin Heylen        | Charlotte Bontinck    | Claire Thys           |
| 27         | 18 mei 2009         | Philippe Geubels     | Koen Van Trappen      | Coretta De Vries      |
| 28         | 19 mei 2009         | Veerle Dobbelaere    | Koen Van Trappen      | Bart Peeters          |
| 29         | 20 mei 2009         | Axel Daeseleire      | Bart Peeters          | Koen Van Trappen      |
| 30         | 21 mei 2009         | Élodie Ouédraogo     | Koen Van Trappen      | Yves Van Nieuwenhove  |
| 31         | 25 mei 2009         | Goedele Liekens      | Ruben Corthouts       | Anneleen Van Malderen |
| 32         | 26 mei 2009         | Adriaan Van den Hoof | Bart Peeters          | Anneleen Van Malderen |
| 33         | 27 mei 2009         | Gilles De Bilde      | Anneleen Van Malderen | Charlotte Bontinck    |
| 34         | 28 mei 2009         | Rik Torfs            | Jan Anné              | Hansie Wyffels        |

- Op 12 mei 2009 en 14 mei 2009 was er geen The One Man Show omdat dan de halve finales van het Eurovisiesongfestival 2009 plaatsvonden.